# Regalien
Regalien (von mittellateinisch regale, Königsrecht, lateinisch iura majestatica ‚Majestätsrechte‘, sing. Regal) bezeichnen vom Mittelalter bis in die Neuzeit in Europa Hoheitsrechte, Gerechtsame, Besitzungen und Güter zunächst des Herrschers, später des Staates, die Mittel der Herrschaft bildeten.

## Geschichte
Aufgrund des langen Zeitraums, in dem Regalien als Rechtsinstitut bestanden, hat sich deren Zahl und Inhalt gewandelt. So kann, ob etwas als „Regalie“ verstanden wurde, je nachdem, welche Zeit betrachtet wird, unterschiedlich sein. Im Laufe der frühen Neuzeit wurden die Tatbestände zunehmend entweder dem Öffentlichen Recht oder dem Bereich der Wirtschaft zugeordnet, einige entfielen ganz. Eine erste Aufzählung von Regalien – allerdings ohne sie inhaltlich zu definieren – stammt von Papst Paschalis II. aus dem Jahr 1111. Er listete Städte, Herzogtümer, Markgrafschaften, Grafschaften, Münzrecht, Zoll, Marktrecht, Königsvogteien, Zehntgerechtsame, dem König gehörende Höfe, Heer und Reichsburgen auf.

“Regalia sunt: arimannie, vie publice, flumina navigabilia, et ex quibus fiunt navigabilia, portus, ripatica, vectigalia que vulgo dicuntur tholonea, monete, mulctarum penarumque compendia, bona vacantia, et que indignis legibus auferuntur, nisi que specialiter quibusdam conceduntur, et bona contrahentium incestas nuptias, et dampnatorum et proscriptorum, secundum quod in novis constitutionibus cavetur: angariarum et parangariarum et plaustrorum et navium prestationes, et extraordinaria collatio ad felicissimam regalis numinis expeditionem, potestas constituendorum magistratuum ad iustitiam expediendam, argentarie, et palatia in civitatibus consuetis, piscationum redditus et salinarum, et bona committentium crimen maiestatis, et dimidium thesauri inventi in loco cesaris, non data opera, vel loco religioso; si data opera, totum ad eum pertinet.
Omnis jurisdictio et omnis districtus apud principem est et omnes iudices a principe administrationem accipere debent et iusiurandum prestare, quale a lege constitutum est.
Palacia et pretoria habere debet princeps in his locis in quibus ei placuerit.
Tributum dabatur pro capite, tributum dabatur pro agro […]”

„Königliche Gerechtsame sind: die Arimannien, die öffentlichen Wege, die schiffbaren Flüsse und ihre Quellflüsse, die Hafengelder, die Uferzölle, die Abgaben, die gemeinhin Zölle genannt werden, die Münzen, die Erlöse aus Bußen und Strafen, verlassene Güter und solche, die Unwürdigen aufgrund der Gesetze genommen werden, wenn sie nicht eigens gewissen Personen überlassen werden, und die Güter derjenigen, die eine blutschänderische Ehe eingehen, der Verurteilten und der Geächteten, gemäß dem, was in neuen Verordnungen vorgesehen wird; die Leistungen der Frondienste und ähnlicher Dienste, der Wagen und Schiffe, und die außerordentliche Beisteuer zur glücklichsten Heerfahrt der königlichen Hoheit, die Befugnis, Beamte einzusetzen zur Ausübung der Gerichtsbarkeit, die Silberbergwerke, und die Pfalzen in den gewohnten Städten, die Erträge der Fischereien und Salinen, und die Güter der Majestätsverbrecher, und die Hälfte eines auf kaiserlichem oder kirchlichem Grund gefundenen Schatzes; wenn mit Absicht, gehört er ihm ganz.
Alle Gerichtsgewalt und alle Gebotsgewalt liegt beim Kaiser, und alle Richter müssen ihr Amt vom Kaiser empfangen und den Eid leisten, welcher vom Gesetz vorgeschrieben ist.
Pfalzen und Paläste kann der Kaiser haben an den Orten, an denen es ihm beliebt.
Steuern wurden gegeben als Kopfsteuer, Steuern wurden gegeben als Grundsteuer […]“

Mit diesen Worten wurden 1158 königliche Herrschaftsrechte in der Constitutio de regalibus, einem auf dem Reichstag von Roncaglia verfassten Weistum, schriftlich zusammengefasst. Die Schriftlichkeit und das systematische Zusammenfassen waren Folge der Rezeption des römischen Rechts in dieser Zeit, die festgehaltenen Inhalte dagegen waren „hergebrachtes“ Recht, also älter. Die constitutio betraf zunächst nur Reichsitalien, gelangte aber über das langobardische Lehensrecht und die Libri feudorum ins Corpus iuris civilis, das auch für den deutschen Teil des Reiches übernommen wurde. Dies wurde durch den Investiturstreit befördert, als mit der Herausbildung der Begriffe „Temporalien“ und „Spiritualien“ auch der Inhalt der zu den Temporalien gehörenden Regalien schärfer definiert werden musste.
Der Herrscher durfte diese Rechte zur Ausübung an Dritte weitergeben, im Wege der Pacht, als Pfand oder als Lehen. So gelangten – besonders im Deutschen Reich – zahlreiche Regalien in die Hände Dritter, geistlicher und weltlicher Fürsten, Grafen, Städte und anderer Rechtsträger. Eckpunkte dieser Entwicklung waren die Confoederatio cum principibus ecclesiasticis von 1220 gegenüber den geistlichen Fürsten und das Statutum in favorem principum von 1231/32 gegenüber den weltlichen Fürsten. Die Goldene Bulle von 1356 wies die Salz-, Juden-, Zoll- und Münzregalien den Kurfürsten zu, mit den Wahlkapitulationen ab 1519 und schließlich dem Westfälischen Frieden von 1648 kam das auch allen anderen Reichsständen zu.
Durch diese Entwicklung befanden sich die wesentlichen Hoheitsrechte in Deutschland nicht mehr beim König, sondern in den Händen der Fürsten oder anderer „Untertanen“. Das führte dazu, dass die Entwicklung des Staates (Territorialisierung) nicht auf Reichsebene stattfand – wie etwa in Frankreich oder England – sondern in den in Deutschland zahlreich entstehenden Territorialstaaten.
Eine schon früher bekannte Unterscheidung zwischen regalia maiora und regalia minora wurde erst ab dem 17. Jahrhundert zunehmend relevant. Damals wurde verstärkt zwischen den Regalien unterschieden, die Ausfluss staatlicher Hoheit waren, und solchen, die in erster Linie der Finanzierung des Staates dienten. Erstere – dazu zählten die Gesetzgebung, die Rechtsprechung oder das Erteilen von Privilegien – wurden als staatlicherseits unveräußerlich angesehen. Die regalia minora, auch regalia fisci genannt – dazu zählten etwa Zoll-, Münz-, Berg-, Forst- oder Postregal –, konnten zur Ausübung auch an Dritte übertragen werden.
Letztendlich gingen die regalia maiora im Staatsrecht auf und wurden in den Verfassungen, die am Ende des 18. und zu Beginn des 19. Jahrhunderts entstanden, als Staatsaufgaben festgeschrieben, während die regalia fisci in einer zunehmend liberalen Wirtschaft nicht mehr als Staatsaufgaben betrachtet wurden. Beim Staat verblieben so höchstens noch Aufsichtsrechte.
In Deutschland ist das „Schatzregal“ einer der letzten Begriffe, in denen der Ausdruck „Regalien“ sprachlich noch verwendet wird. Das Schatzregal ist Landesrecht und – sofern es in einem Bundesland besteht – in der Regel im jeweiligen Denkmalschutzgesetz geregelt. Auch der Begriff „Bergregal“ wird noch verwendet, ist aber heute inhaltlich im Bergrecht aufgegangen (siehe auch Berggesetz).

## Einzelne Regalien
Regalien waren:

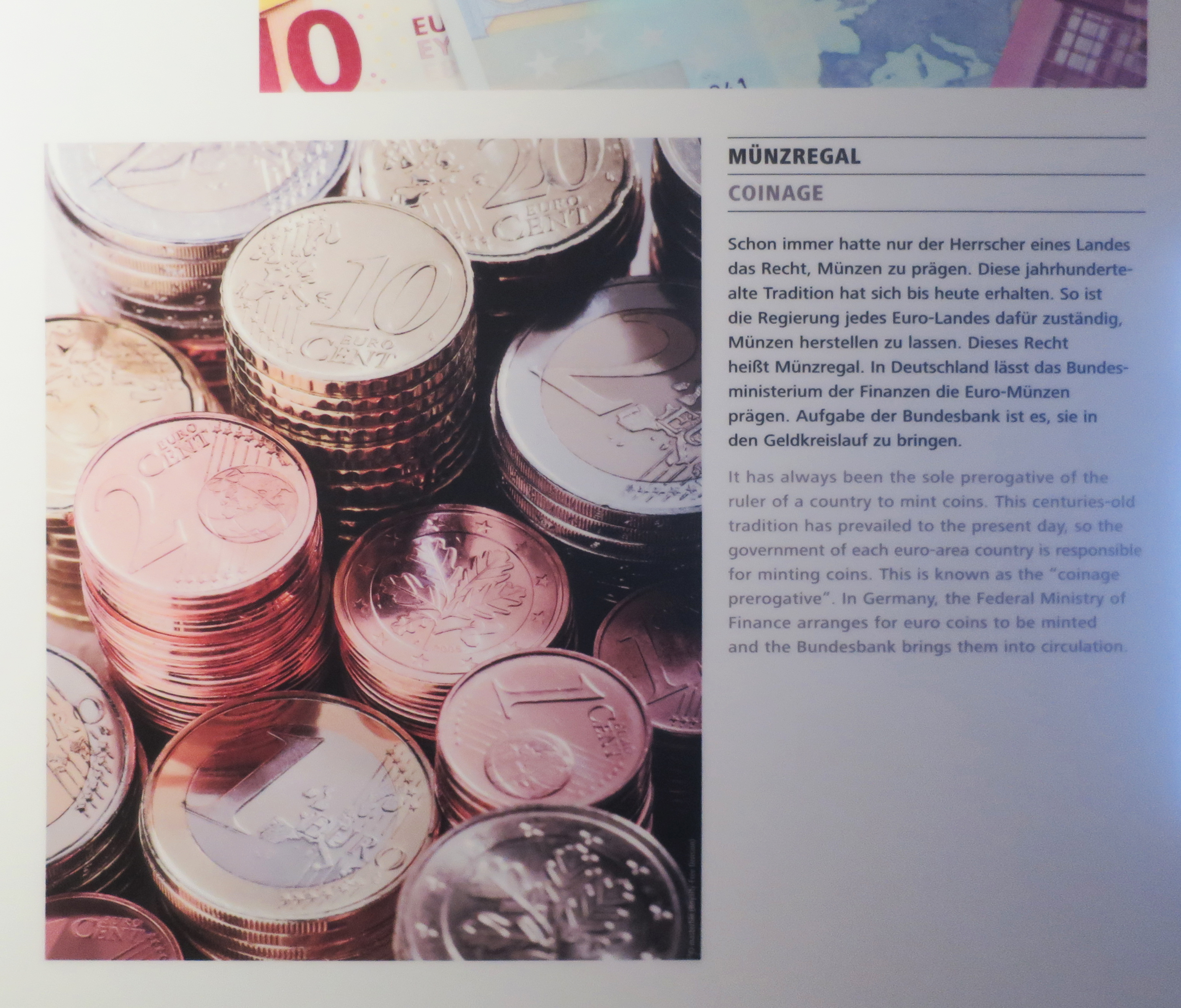
Erläuterungen zum Münzregal im Geldmuseum der Deutschen Bundesbank

- Befestigungsrecht und Recht, Königspfalzen und Reichsburgen zu erbauen[10]
- Berg-, Salz- und Bernsteinregal[11]
- Besetzung der Reichsämter (Verfügung über Herzogtümer, Grafschaften, Markgrafschaften und herrenlose Territorien)[10]
- Besetzung der Bischofsämter[Anm. 1]
- Deichregal[11]
- Einberufung von Reichsversammlungen und Synoden
- Friedenswahrung
- Hoheit über die Verkehrswege zu Land und zu Wasser[11]
- Fodrum (Leistungen zum Unterhalt des königlichen Hofes)
- Forstregal[11]
- Geleitrecht[11]
- Gerichtsbarkeit[11]
- Landfolge
- Marktregal[11]
- Mühlregal
- Münzregal[11]
- Recht auf erbenloses Gut („Spolienrecht“)[12]
- Recht auf gerichtlich eingezogene Güter[11]
- Schatzregal
- Strandregal[11]
- Tabakregal[13]
- Wasserregal
- Zeidelrecht
- Zollregal[10]

Weiter gab es neben den traditionellen Regalien spätere Neuschöpfungen, so etwa das Tabak- oder das Eichenregal von 1572 im Fürstentum Anhalt-Dessau.

## Regalien außerhalb des Deutschen Reichs
In Böhmen besaß der König ein Münz-, Burg-, Markt-, Mühlen-, Fleischbank-, Judenschutz-, Berg-, Jagd- und Fischfangregal, außerdem die Kontrolle über die Verkehrswege zu Land und Wasser. Im 13. bis 15. Jahrhundert gingen die Einkünfte daraus immer weiter zurück, weil der König zunehmend Privilegien ausgab, die von der Zahlungspflicht entbanden, oder die Regalien ganz veräußerte. Nur das Münzregal blieb noch länger in der Hand des Königs.
In England umfasste das jus regale das Recht des Königs die Einkünfte vakanter Bistümer und Königsabteien einzubehalten. Das führte auch dazu, dass die Vakanzen seitens des Königs in die Länge gestreckt wurden, um seine Einkünfte zu erhöhen. Noch im Spätmittelalter waren solche Vakanzen eine erhebliche Einnahmequelle für die Krone.
In Frankreich  umfasste das „Régale“ das königliche Recht, die Einkünfte vakanter Bistümer in der Krondomäne zu nutzen (régale temporelle) und diese erneut zu besetzen (régale spirituelle). Das régale temporelle galt im Erzbistum Sens, außer den Bistümern Auxerre und Nevers, im Erzbistum Reims, außer den Bistümern Arras und Chambrai, und den Erzbistümern Rouen und Tours. Das régale spirituelle war noch auf sehr viel weniger Bistümer beschränkt.
In Polen besaß der König ein Münz-, Burg-, Markt-, Mühlen-, Fleischbank-, Judenschutz-, Berg-, Jagd- und Fischfangregal, außerdem die Kontrolle über die Verkehrswege zu Land und Wasser. Im 13. bis 15. Jahrhundert gingen die Einkünfte daraus immer weiter zurück, weil der König zunehmend Privilegien ausgab, die von der Zahlungspflicht entbanden, oder die Regalien ganz veräußerte. Nur Berg-, Münz- und Marktregal blieben noch länger in der Hand des Königs.
Im Sizilien sind „Regalien“ als Begriff seit 1140 bezeugt, ohne dass damals angegeben wurde, was deren Inhalt war. Eine Unterscheidung zwischen regalia maiora und regalia minora war bekannt. Unter der Regierung von Kaiser Friedrich II. wurde versucht, alle Regalien zu erfassen und zu systematisieren, um die Stellung des Königs zu stärken. Zoll, Wegerechte, Jagd- und Bergrechte wurden erfasst. An Dritte vergebene Regalien durften von diesen nicht weiterveräußert werden.
In Ungarn umfassten die Regalien vor allem das Münzrecht, das Salzmonopol und das Bergregal. In der Praxis wurden alle an Pächter vergeben. Die Einkünfte daraus stellten bis ins 14. Jahrhundert eine erhebliche Einnahmequelle für die Krone dar.

## Regalrechte in der Schweiz
Im schweizerischen Staats- und Verwaltungsrecht versteht man unter Regalrechten noch heute das ausschließliche Nutzungsrecht durch den Staat, somit ein wirtschaftliches Hoheitsrecht oder Monopol des Staates.
Auf Bundesebene ist dies (infolge von Teilprivatisierungen nur noch stark eingeschränkt) das Postregal, auf kantonaler Ebene sind es in der Regel das Bergregal, das Fischereiregal, das Jagdregal und das Salzregal. In einigen Kantonen (etwa Bern und Aargau) spricht man auch vom Wasserregal (das Recht, Wasser zu fassen und nutzen) und vom Gebäudeversicherungsregal (etwa Aargau; in anderen Kantonen als Monopol bezeichnet).
Der Kanton kann das Regalrecht selbst wahrnehmen, an die politischen Gemeinden delegieren (so in Basel-Landschaft das Jagd- und Fischereiregal, in Graubünden das Bergregal) oder auf Dritte übertragen (so haben alle Kantone das Salzregal an die Vereinigten Schweizerischen Rheinsalinen abgetreten). Bestehende Privatrechte oder Rechte von Korporationen bleiben dabei unberührt.

### Angeführte Literatur
- Dieter Hägermann: Regalien, -politik, -recht – Definition; Deutschland und Reichsitalien. In: Lexikon des Mittelalters Band 7 – Planudes bis Stadt (Rus'). LexMA, München und Zürich 1995. ISBN 978-3-7608-8907-8, Sp. 556–558.
- Anne-Katrin Kunde: Regalien. In: Dieter Werkmüller u. a.: Handwörterbuch zur deutschen Rechtsgeschichte. 30. Lieferung: Rechtsspiegel–Reichsgericht. 2. Auflage. Schmidt, Berlin 2023. ISBN 978-3-503-21228-6, Sp. 1398–1403.
- Stanisław Russocki: Regalien, -politik, -recht – Ostmitteleuropa: Böhmen und Polen. In: Lexikon des Mittelalters Band 7 – Planudes bis Stadt (Rus'). LexMA, München und Zürich 1995. ISBN 978-3-7608-8907-8, Sp. 560f.

### Historische Darstellungen
- Hoheitsrechte. In: Pierer’s Universal-Lexikon, Band 8. Altenburg 1859, S. 452–454. Auf: zeno.org., abgerufen am 28. Mai 2025.
- Karl Dietrich Hüllmann: Geschichte des Ursprungs der Regalien in Deutschland. Akademische Buchhandlung, Frankfurt an der Oder 1806. (Digitalisat)
- August Gemeiner: Beitrag zur Lehre von den Regalien, insbesondere als Beschränkungen des Grundeigenthumes nach deutschem Rechte. Hübschmann, München 1842.
- Carl Otto Graebe: Prüfung der Eintheilungen und Grundsätze der Regalien und Souverainetätsrechte. In: Universität Rinteln (Hg.): Zur Feier des Prorectorats welches an den hochgelehrten Herrn Georg Philipp Jaeger Professor der Hebräischen Sprache, ... am Stiftungstage dem 17ten Julius d. J. übertragen wird ladet die sämmtlichen Mitglieder der Universität und alle Gönner und Freunde der Wissenschaften geziemend ein der bisherige Prorector Carl Otto Graebe Doctor und erster Professor der Rechte […]. Rinteln, 1808.